# Fall City (Washington)
Fall City ist ein gemeindefreies Gebiet und gleichzeitig ein Census-designated place im King County im US-Bundesstaat Washington. Der Ort liegt etwa 42 km östlich von Seattle am Ufer des Snoqualmie River. Die Bevölkerung umfasste zum United States Census 2020 2032 Personen.

## Geschichte
Die ersten Ansiedlungen in der Region waren 1856 zwei Forts, die während des Puget-Sound-Krieges zum Schutz künftiger Siedler vor möglichen Aufständen der Ureinwohner gebaut wurden. Fort Patterson, einige Meilen flussab, und Fort Tilton, einige Meilen flussauf gelegen, wurden mit Hilfe von Indianern gebaut, welche von Chief Patkanim angeführt wurden. Beide Forts wurden innerhalb von zwei Jahren aufgegeben, nachdem die Zusammentreffen mit den lokalen Stämmen friedlich verlaufen waren. Eine historische Wegmarkierung kann nördlich von Fall City an der Fish Hatchery Road gefunden werden, wo Fort Tilton einst stand.
Nahe dem heutigen Last Frontier Saloon wurde 1869 ein Handelsposten errichtet, der zum Motor der lokalen Wirtschaft wurde. Fall City war zu dieser Zeit als „The Landing“ bekannt, weil flussaufwärts gelegene Untiefen und Stromschnellen für die großen Einbäume, welche die Handelswaren transportierten, unpassierbar waren. In den frühen 1870er Jahren wurde das erste Sägewerk im Snoqualmie Valley an der Mündung des Tokul Creek eröffnet, etwas unterhalb der Snoqualmie Falls und etwas oberhalb von der Stelle, an der Fall City entstehen würde. Das Fall City Post Office öffnete am 10. Juni 1872.
Die ersten kleinen Dampfboote begannen 1875 einen Fährbetrieb flussaufwärts. In den späten 1880er Jahren begannen einige Geschäftsleute am Puget Sound mit dem Bau der Seattle, Lake Shore & Eastern Railroad, was den Bau einer Trasse in das obere Snoqualmie Valley einschloss; die Trasse sollte über die Kaskadenkette fortgeführt werden. Der Landbesitzer jener Zeit, Jeremiah „Jerry“ Borst, hatte Fall City in Erwartung der durch die Eisenbahn transportierten Menschen erkundet und parzelliert, wurde jedoch 1889 schwer enttäuscht, als die Eisenbahnlinie eine Meile (1,6 km) von dem Ort entfernt gebaut wurde.
Doch selbst eine Meile Entfernung verbesserte zusammen mit der ersten Brücke über den Snoqualmie River die Geschäfte der örtlichen Sägewerke und Farmer; außerdem machte die Erschließung das Gebiet und seine schöne Landschaft (wie die Snoqualmie Falls) für Touristen zugänglich. Hunderte zogen in den folgenden zwei Jahrzehnten in die Region.
Als der Sunset Highway, der Seattle mit Ost-Washington verbinden sollte, in den frühen 1910er Jahren durch Fall City hindurch geplant wurde, förderte dies weiter die ökonomische und demographische Entwicklung des Gebietes. In den späten 1920er Jahren arbeitete die Bevölkerung entweder im aufkeimenden Fremdenverkehrsgewerbe oder pendelte westwärts nach Issaquah und Seattle.
Die Große Depression, gefolgt von der Benzin-Rationierung während des Zweiten Weltkriegs, traf den Tourismus in Fall City schwer; er wurde weiter behindert, als nach dem Krieg der U.S. Highway 10 (heute Interstate 90) neu trassiert wurde und direkt von Preston nach North Bend führte, Fall City und Snoqualmie südlich umgehend. Die örtliche Wirtschaft wurde weiter geschädigt, als die Sägewerke mit den Schließungen begannen.
Heute ist Fall City eine Schlafstadt für die Hightech-Industrie der Metropolregion Seattle mit großen Vorstädten vor der Haustür des Ortes mit seinen historischen Wohnhäusern und Bauernhöfen aus seiner Glanzzeit.

## Geographie
Fall City liegt auf 47°33'59" N / 121°53'42" W. Laut dem United States Census Bureau hat das gemeindefreie Gebiet von Fall City eine Gesamtfläche von 3,4 km²; Wasserflächen sind nicht darunter.
Fall City liegt am Zusammenfluss von Snoqualmie River und Raging River und wird gelegentlich, vornehmlich in den Herbst- und Wintermonaten, von Hochwassern bedroht. Noch typischer ist ein starker Ostwind, der aufgrund großer Luftdruck-Gradienten Luftmassen über den Snoqualmie Pass hinunter in das Snoqualmie Valley befördert.

### Klima
Das Klima ist mild und zeichnet sich durch geringe Unterschiede der Höchst- und Tiefsttemperaturen aus; es gibt das ganze Jahr über mäßige Niederschläge. Nach der Klimaklassifikation nach Köppen und Geiger herrscht in Fall City ein Seeklima (Marine West Coast Climate, „Cfb“).

## Demographie
| Jahr | Einwohner¹ |
| ---- | ---------- |
| 2000 | 1.638      |
| 2010 | 1.993      |

¹ 2000–2010: Volkszählungsergebnisse
Nach der Volkszählung von 2020 gab es in Fall City 2.032 Einwohner, 783 Haushalte und 332 Familien. Die Bevölkerungsdichte betrug 482,8 pro km². Es gab 687 Wohneinheiten bei einer mittleren Dichte von 191,3 pro km².
Die Bevölkerung bestand zu 92,22 % aus Weißen, zu 0,24 % aus Afroamerikanern, zu 0,92 % aus Indianern, zu 1,03 % aus Asiaten, zu 1,4 % aus anderen „Rassen“ und zu 2,26 % aus zwei oder mehr „Rassen“. Hispanics oder Latinos „jeglicher Rasse“ bildeten 6,01 % der Bevölkerung.
Von den 661 Haushalten beherbergten 33,9 % Kinder unter 18 Jahren, 58,9 % wurden von zusammen lebenden verheirateten Paaren, 8,5 % von alleinerziehenden Müttern geführt; 26,4 % waren Nicht-Familien. 19,7 % der Haushalte waren Singles und 7,8 % waren alleinstehende über 65-jährige Personen. Die durchschnittliche Haushaltsgröße betrug 2,54 und die durchschnittliche Familiengröße 2,91 Personen.
Der Median des Alters in der Stadt betrug 40 Jahre. 25,1 % der Einwohner waren unter 18, 5,7 % zwischen 18 und 24, 32 % zwischen 25 und 44, 25,1 % zwischen 45 und 64 und 12,1 65 Jahre oder älter. Auf 100 Frauen kamen 104 Männer, bei den über 18-Jährigen waren es 99,2 Männer auf 100 Frauen.
Alle Angaben zum mittleren Einkommen beziehen sich auf den Median. Das mittlere Haushaltseinkommen betrug 61.848 US$, in den Familien waren es 68.529 US$. Männer hatten ein mittleres Einkommen von 43.325 US$ gegenüber 32.143 US$ bei Frauen. Das Pro-Kopf-Einkommen betrug 25.189 US$. Etwa 7,4 % der Familien und 15,8 % der Gesamtbevölkerung lebte unterhalb der Armutsgrenze; das betraf 3,7 % der unter 18-Jährigen und 4,9 % der über 65-Jährigen.
Die Bewohner von Fall City besuchen Schulen des Snoqualmie Valley School District.

## Verkehr
Nach der Federal Aviation Administration ist der Fall City Airport ein kleiner privater Start- und Landeplatz, etwa drei Kilometer östlich des Ortes auf 47°33'34.366" N / 121°51'49.413" W. auf einer Höhe von 42,5 m. Der Flugplatz gehört der Fall City Airport Association. Ein Tower ist nicht vorhanden.